# Queen Anne
Queen Anne è un comune degli Stati Uniti d'America, situato nello stato del Maryland, diviso tra la contea di Queen Anne e la contea di Talbot.